# Балабине
Бала́бине (раніше — Петрівка, Петрівське, Строганове) — селище в Україні, у Кушугумській селищній громаді Запорізького району Запорізької області. Населення — 6052 осіб.

## Географічне розташування
Селище Балабине розташоване за 5 км від обласного центру та 7 км від залізничної станції Запоріжжя I, на лівому березі річки Дніпро, у верхів'ях Каховського водосховища. Від річки селище відокремлюють озера та затоки Кушугум, Балабинська. Вище за течією примикає місто Запоріжжя, нижче за течією — селище Кушугум. Поруч пролягають автошлях міжнародного значення М18E105 та електрифікована залізнична лінія Запоріжжя I — Федорівка, на якій знаходиться пасажирський зупинний пункт Балабине, за 1,5 км на південь — залізнична станція Кушугум.

## Історія
В околицях села розташовані декілька курганів, так званих Сиротиніних могил, в яких знайдені поховання епохи бронзи (II тисячоліття до н. е.), скіфських часів (V—IV століть до н. е.), кочівників X—XII століть (печенігів й половців).
Село засноване наприкінці XVIII століття на місці зимівника Запорозької Січі. Згодом оселилися робітники Хортицької судноверфі та службовці прикордонної митниці. Населених пункт отримав назву на честь Петра Балабина — командира одного із загонів морської піхоти часів кримських походів 1739 року.
7 (20) листопада 1917 року, відповідно до Третього Універсалу Української Центральної Ради, увійшло до складу Української Народної Республіки.
З 1917 року — у складі УНР та Української Держави Павла Скоропадського.
У 1919 році село захопили махновці, які влаштували мародерство, звільнене Хортицьким полком. 
Селище зазнало геноциду українського народу, проведеного урядом СРСР у 1932—1933 роках. З 1941 по 1943 роки було тимчасово окуповано німецько-фашистськими загарбниками.
У 1960—1969 роках споруджено 983 житлові будинки, кінотеатр «Дніпро».

### У незалежній Україні
З 24 серпня 1991 року — перебуває у складі Незалежної України.
22 лютого 2014 року в селищі повалено пам'ятник Леніну.
12 липня 2017 року єпископ Фотій Давиденко освятив церкву на честь апостола Андрія Первозванного.

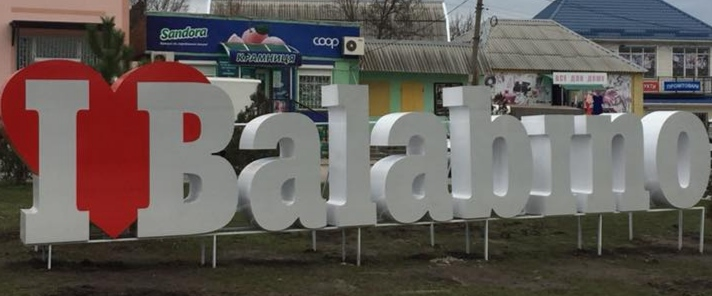
Інсталяція «I Love Balabino»

Наприкіці грудня 2017 року в Балабине обладнана популярна фотозона «I Love Balabino» (з англ.  — «Я люблю Балабине»), яку встановлено на одній із жвавих вулиць селища.
12 червня 2020 року, відповідно до розпорядження Кабінету Міністрів України № 713-р «Про визначення адміністративних центрів та затвердження територій територіальних громад Запорізької області», Балабинська селищна рада об'єднана з Кушугумською селищною громадою.
3 лютого 2022 року в Балабине урочисто відкрито перший супермаркет торговельної мережі АТБ-маркет.
У лютому 2025 року у селищі відкрили підземну школу.

### Російське вторгнення в Україну (з 2022)
Проти ночі на 24 червня 2022 року, в результаті обстрілу із систем реактивного залпового вогню Балабине, зазнали руйнування до 20 приватних будинків, а також у Балабиному було пошкоджено розподільні газопроводи низького тиску у приватному секторі. Газовщики обстежили газові мережі та виявили численні витоки газу через попадання уламків від снарядів. Витоку оперативно ліквідовано. Відбулися цілеспрямовані обстріли житлових кварталів Кушугумської селищної громади. Обстріл відбувся мінометними та касетними снарядами. Постраждалі цивільні мешканці.
У червні 2023 року, через підрив Каховської ГЕС, спричинений діями російських  окупантів, у Балабинській затоці суттєво впав рівень води у Каховському водосховищі, внаслідок чого виникла екологічна катастрофа, а одне з найулюбленіших місць відпочинку запорізьких рибалок та місцевих мешканців почало згасати на очах. Балабинська коса розташована за декілька кілометрів від Комунарського району міста Запоріжжя — є одним з найулюбленіших місць відпочинку місцевих мешканців. У травні 2019 року на косі було урочисто відкрито зону відпочинку — Балабинський пляж, на якому облаштовані майданчики для ігрових видів спорту, дитячий майданчик, стаціонарні пляжні «парасольки» тощо. Через низький рівень води у прибережній смузі спостерігаються загиблі водні біоресурси.

## Населення

### Чисельність населення
| 1959 | 1979 | 1989 | 2001 | 2016 |
| ---- | ---- | ---- | ---- | ---- |
| 4711 | 6742 | 6187 | 5657 | 6180 |

### Мова
Розподіл населення за рідною мовою за даними перепису 2001 року:
| Мова            | Кількість | Відсоток |
| --------------- | --------- | -------- |
| українська      | 4765      | 84.07 %  |
| російська       | 871       | 15.37%   |
| білоруська      | 8         | 0.14 %   |
| вірменська      | 8         | 0.14 %   |
| болгарська      | 1         | 0.02 %   |
| циганська       | 1         | 0.02 %   |
| польська        | 1         | 0.02 %   |
| інші/не вказали | 13        | 0.22 %   |
| Усього          | 5668      | 100 %    |

## Економіка
- Комплекс відпочинку «Клер Хауз».
- АТБ-Маркет
- Супремаркет "Апельмон"
- СТО
- Перукарня
- Міні-маркети
- Пошта "Нова пошта"
- Магазина алкоголю "Вина світу"
- Бар "Бочка"

## Об'єкти соціальної сфери
- Балабинський ліцей "Престиж"
- Дитячий дошкільний навчальний заклад
- Будинок культури
- Амбулаторія (реконструйована  у 2018 році)[13]
- Підземна школа (Біля Балабинського ліцею)

## Особистості
- Бохов Віталій Антонович (2001—2022) — солдат Збройних Сил України, учасник російсько-української війни, загинув в ході російського вторгнення в Україну.
- Жиленко Валерій Іванович (1970—2024) — молодший сержант Збройних сил України, учасник російсько-української війни[14].
- Завгородній Олександр Вікторович (нар. 1969) — український залізничник, в. о. генерального директора «Укрзалізниці», заслужений будівельник України.
- Стасюк Олег Степанович (1968—2014) — солдат Збройних сил України, учасник російсько-української війни.
- Тітов Сергій Володимирович (1991—2022) — старший солдат Національної гвардії України, учасник російсько-української війни[15].
- Ясько Іван Миколайович (1989—2024) — військовослужбовець Збройних сил України, учасник російсько-української війни[16].